# Everardo III de Wurtemberg (1392-1417)
Everardo III, llamado der Milde (el Clemente, 1364-16 de mayo de 1417, Göppingen) fue conde de Wurtemberg, desde 1392 hasta 1417, entonces parte del Sacro Imperio Romano Germánico.

## Vida
Era hijo del conde Ulrico de Wurtemberg e Isabel de Baviera, y el nieto y sucesor de Everardo II. Su reinado destaca por su política de paz mediante alianzas con los principados vecinos y las ciudades imperiales. Como ejemplo están las alianzas con catorce ciudades de Suabia, concluida el 27 de agosto de 1395 y la alianza de Marbachs en 1405. Un importante éxito militar fue la victoria contra los Schlegel-Gesellschaft en 1395 cerca de Heimsheim. La adquisición territorial más significativa de Everardo fue el condado de Mömpelgard (hoy Montbéliard), que aseguró a través del compromiso de su hijo, el que posteriormente sería el conde Everardo IV con Enriqueta, condesa de Montbéliard. Enriqueta era la nieta y heredera de Esteban de Montfaucon, conde de Mömpelgard. Everardo III gobernó el condado de Mömpelgard hasta 1409, cuando se lo entregó a su hijo Everardo IV.

## Familia e hijos
Se casó dos veces. Primero, en Urach el 27 de octubre de 1380 con Antonia Visconti, hija de Bernabé Visconti y Beatrice Regina della Scala. Tuvieron tres hijos: Everardo IV y otros dos que murieron jóvenes.
Después se casó con Isabel de Núremberg (1391-1429), la hija de Juan III de Núremberg. El acuerdo de matrimonio data de 27 de marzo de 1406, y el matrimonio en sí se celebró el 22 de noviembre de 1412. En este matrimonio tuvo otra hija, Isabel (m. después de 29 de abril de 1476), quien, aunque comprometida con Alberto III de Baviera, huyó y se casó con el conde Juan III de Werdenberg (antes del 2 de agosto de 1429) que había servido como paje en la corte de su padre.